# أحمد بن زين العابدين العلوي
نظام الدين أحمد بن زين العابدين العلوي العاملي (ق. 1582 - ق. 1650م) فقيه ومحدث ومتكلم شيعي إثنا عشري في القرن الحادي عشر الهجري/ السابع عشر الميلادي و فيلسوف من مدرسة أصفهان. هو تلميذ مير داماد وصهره وقرأ أيضا عند الشيخ البهائي وله منهما إجازة الحديث (أجاز البهائي له في 17 ربيع الثاني 1012 هـ). له عشرة مصنفات في الفلسفة، ومنها شرح مطول على كتاب الشفاء لابن سينا بعنوان مفتاح الشفاء، وتفسير فلسفي وثيوصوفي بالفارسية بعنوان لطائف الغيب.  توفي بين 1054 هـ/ 1644 م و 1060 هـ/1650 م ودفن في أصفهان في مقبرة تخت فولاد. 

## نسبه
أحمد بن زين العابدين بن عبد اللّٰه بن محمد بن صالح بن جعفر بن أحمد بن حمزة بن القاسم بن الحسين بن عبد اللّٰه بن أحمد بن علي بن الحسين جمال الدين بن محمد الطيان بن الحسين بن أحمد الأزوارقي بن محمد بن عزيز بن الحسين بن محمد المشكان بن علي بن الحسين الطواف بن علي الخارصي بن محمد الديباج بن جعفر الصادق بن محمد الباقر بن علي زين العابدين بن الحسين السبط بن علي بن أبي طالب.

## آثاره
- مناهج الأخيار في شرح الاستبصار، 1039 هـ.
- لطائف الغيب
- مفتاح الشفاء
- المعارف الإلهية كشف الحقائق
- العروة الوثقى
- اللوامع الربانية في رد شبه النصرانية
- لوامع رباني وصواعق رحماني
- مصقل الصفا
- المنهاج الصفوي
- سيادة الاشراف
- حاشية من لا يحضره الفقيه

## وصلات خارجية
- في «بنیاد محقق طباطبایی» (بالفارسية)